# 心脏移植

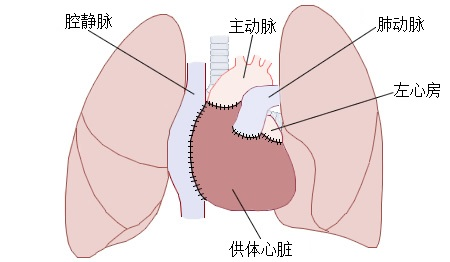
心臟移植與原來的肺和大血管示意圖

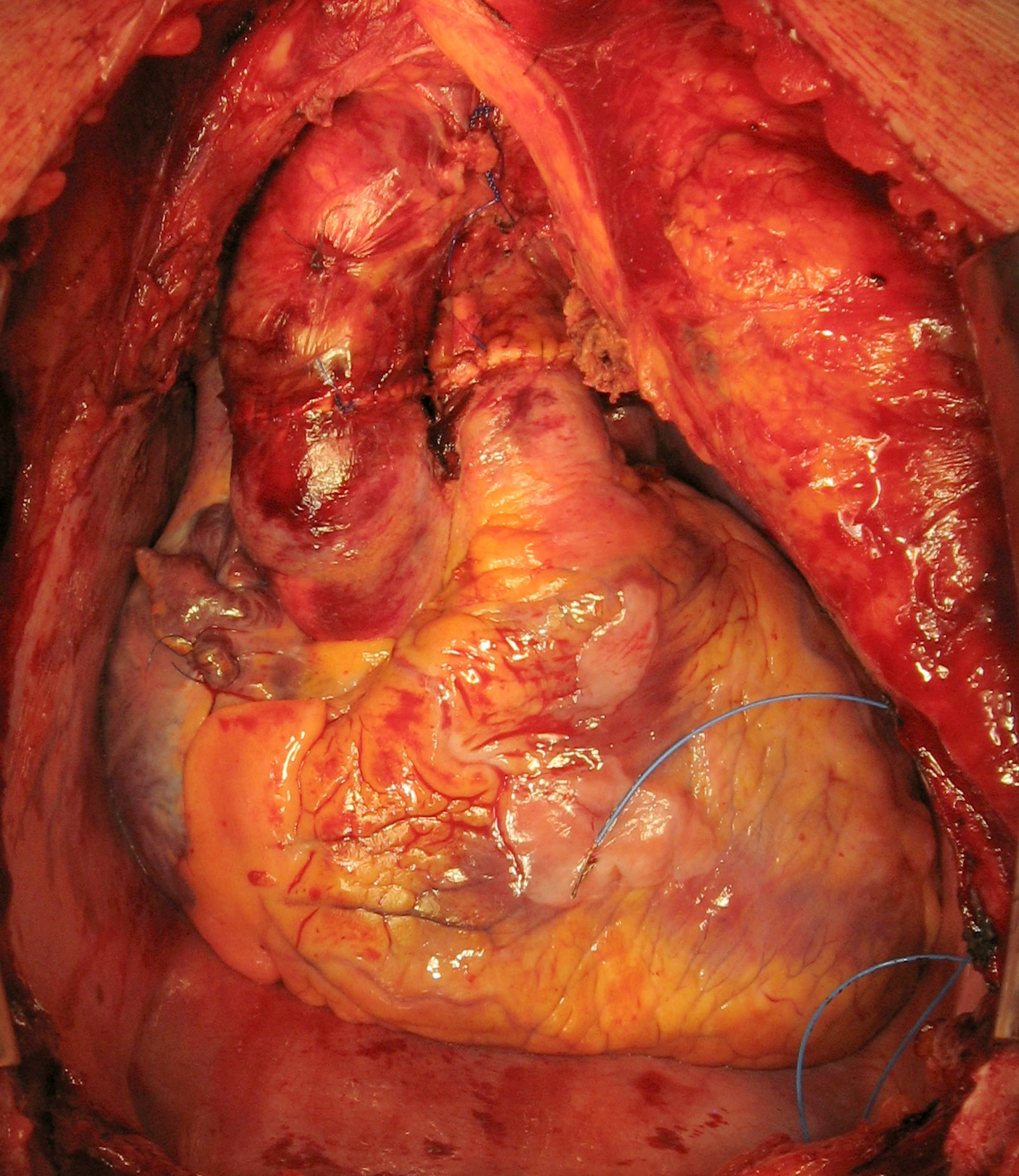
移植後的心臟在受體胸腔中的位置

心脏移植（heart transplant，cardiac transplant）是将同种异体心脏完整移植入受者，取代受者完全衰竭的心脏，恢复受者循环功能的复杂手术。主要适用于终末期心脏病的治疗，并需体外循环、移植物处置、免疫抑制剂治疗等综合技术的配合。
心脏移植属于一种内脏器官移植的心臟外科手术，不同于其它器官移植手术，在征得供体本人及亲属同意的前提下，心脏移植手术一般是将已判定为脑死亡并配型成功的人类的心脏完整取出，移植并替换到所需患者胸腔，使患者暂时康复的高难度同种异体移植手术。心脏移植手术作为晚期充血性心力衰竭的首选非常规治疗手段，移植费用亦非常昂贵。
人类首例成功的原位心脏移植手术完成于1967年12月的南非，移植成功后，患者存活18天。现今心脏移植成功后的生存率随着技术的发展逐年提高，国际心肺移植协会（ISHLT）统计的患者在接受移植后1年、3年、5年和10年同期存活概率分别是85.2%、78.0%、72.1%和60.1%；但心脏移植手术仍被视为一种非常规高风险医疗项目，主要受来自科学技术和社会文化两方面的影响，如：等待时间长、移植排斥、供体受体选择标准、捐赠流程、伦理、宗教和各地传统文化等方面。

## 著名医院
- 克利夫兰诊所，心脏专科常年位居全美第一。[2]
- 中国医学科学院阜外医院，心血管病专科和心脏外科专科连续多年中華人民共和國排名第一。[3]